# Torre dels Masos de Millà
La torre dels Masos de Millà és un edifici d'Àger (Noguera) declarat Bé cultural d'interès nacional.
Són les restes del castell anomenat castell dels Masos de Millà (o torre dels Moros), situades al cim d'un turó dominant sobre l'altiplà que hi ha entre les muntanyes de Millà, la vall d'Alberola i la Noguera Ribagorçana. És una fortalesa dalt d'una elevació. Gran torre rodona, mig esberlatada (segle xiii). Aparell de filades regulars, amb carreuat petit i una mica irregular.

## Història
Millà apareix consignat al testament d'Arnau Mir de Tost, capitost del segle xi. Una vegada conquerit el castell d'Àger i la seva vall, Arnau Mir de Tost impulsà tot seguit la repoblació de les seves terres. La vall fou organitzada a partir de castells termenats i quadres, alguns dels quals donaren lloc a parròquies que van perdurar fins al segle xix; al cap hi situà castlans. Així, a cada castlania li corresponia un castell o una torre (entre molts altres llocs conquerits, s'esmenten Millà i Masos de Millà).
Aquesta torre s'incloïa en el mateix sistema defensiu que el castell de Cas i la torre de Fontdepou. Com que és la prolongació geogràfica del terme de Vilamajor, es creu que la dominació cristiana de l'indret s'ha de situar en el mateix moment que Vilamajor de la qual tenim esment l'any 1067, si bé no sembla que els Masos formessin part del terme de Vilamajor sinó que constituirien un terme a part, amb església i cementiri propis.

## Arquitectura
Al cim del turó hi ha una torre de planta circular, de la qual es conserva la meitat nord, i restes d'un mur. Sembla que al voltant d'aquesta construcció s'arredossà una població que després es dispersà en diversos masos que han pervingut fins a l'actualitat. La torre, a peu pla, amb un alçat de més de 8 metres, tot i que presenta un forat d'espoli, té un diàmetre de 2'1 metres i el gruix dels murs és de 160 cm. Un relleix de 20 cm que s'observa a uns 4 m fa de separació de la planta baixa i un pis superior, el qual encara conserva tres espitlleres força grans. Tota la part meridional de l'edifici s'ha ensorrat; en aquesta part devia haver-hi la porta a uns 4 m del sòl exterior.

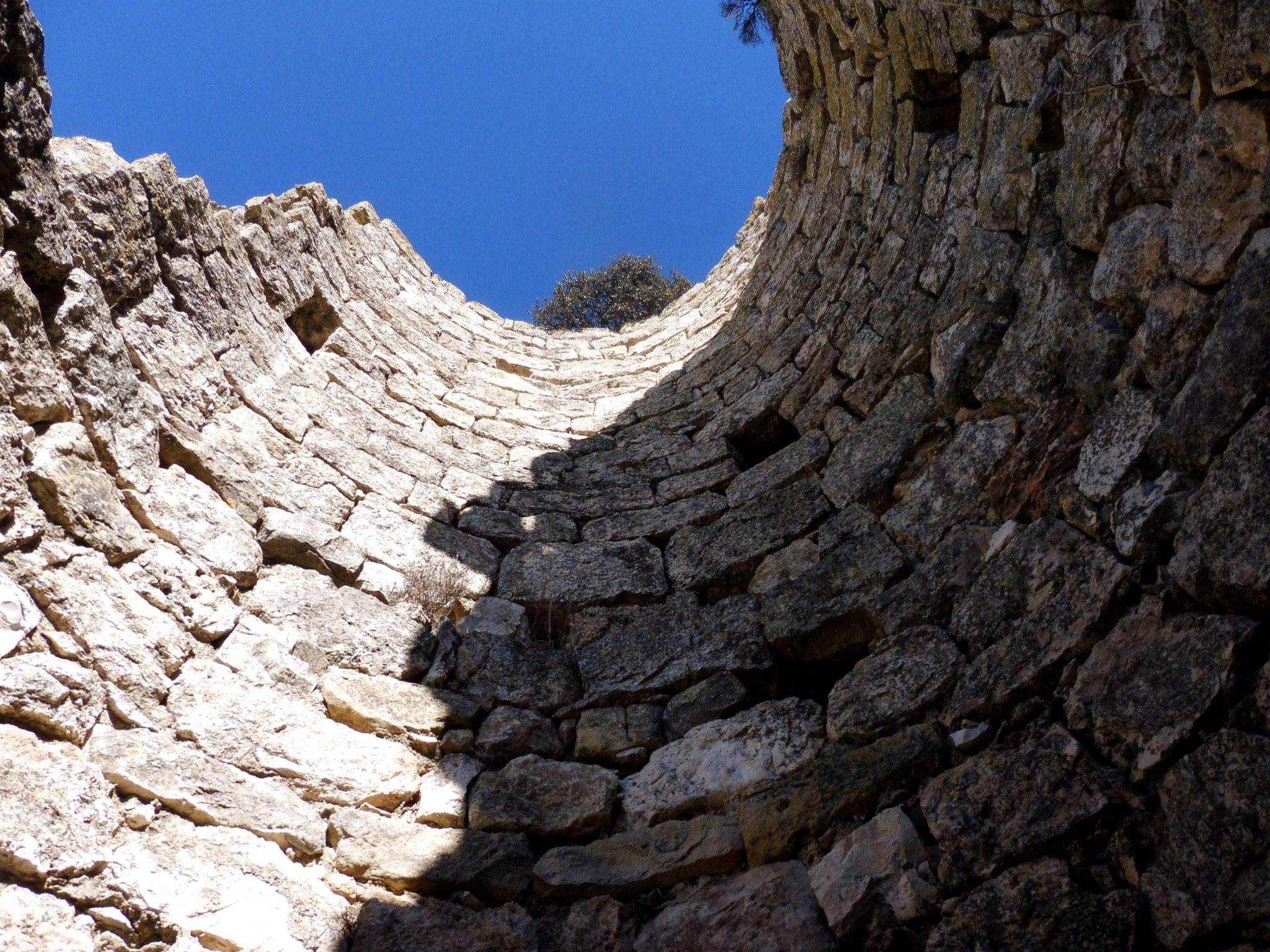
Vista zenital de l'interior

Hi ha una diferència clara entre l'aparell de la part inferior, fet de carreus més o menys escairats de mida mitjana (15 cm d'alt x 30 cm de llarg) i units amb morter, i l'aparell dels 4 metres superiors, fet amb carreus de mida gran (40 cm x 60 cm), escairats i units també amb morter de calç. Els diversos nivells eren recoberts només amb un trespol de fusta i no amb una cúpula, sistema que trobem en molts altres edificis d'aquestes contrades. Amb escales mòbils de fusta es podia pujar d'un pis a l'altre a través de trapes obertes al trespol. A la banda est de la torre neix un mur, amb amplada de 120 cm i la llargada conservada és de 7'5 metres, tot i que segurament era més llarg. És fet amb carreus de pedra molt grans, tot i que només se n'han conservat els fonaments. És possible que hi hagués un altre mur semblant que sortia del costat oest de la torre. Ambdós murs serien part d'un recinte força ampli.
Aquesta fortificació, tot i no ser gaire gran, és molt interessant. La part inferior de la torre s'ha datat de la segona meitat del s. X, mentre que la part superior fou construïda posteriorment, ja sota domini cristià. Per tant, hi havia hagut un reaprofitament d'una torre islàmica circular feta cap a l'any 1000, un moment anterior a la conquesta de la vall d'Àger per Arnau Mir de Tost. El mur exterior podria ser també d'època andalusina. La part superior és posterior, datable en plena època feudal (segles xi i xii).